# Hrvatska na OI 1992.
Olimpijske Igre u Barceloni 1992. godine su prve ljetne Olimpijske igre na kojima su nastupili sportaši pod hrvatskom zastavom. Prve Olimpijske igre na kojima su nastupili sportaši iz samostalne Hrvatske bile su Zimske olimpijske igre u Albertvilleu 1992.

## Predstavnici
Hrvatsku olimpijsku delegaciju u Barceloni predstavljao je 39 natjecatelja u 12 sportova: atletika, boks, hrvanje, konjički sport - preponsko jahanje, jedrenje, kajak i kanu na mirnim vodama i divljim vodama, košarka, stolni tenis, streljaštvo, tenis, veslanje i taekwondo. Na svečanom otvaranju hrvatsku zastavu je nosio tenisač Goran Ivanišević.
Olimpijski je turnir bio iznimno okrnjen nesudjelovanjem hrvatske rukometne i posebice vaterpolske reprezentacije. Iako je do OI 1992. Hrvatska već bila članicom UN-a, velikosrpski te jugokonzervativni krugovi su opstruirali sudjelovanje hrvatskih sastava na olimpijskim igrama, pravdajući to nekakvom izlikom kako je "Hrvatska izašla iz Jugoslavije", a svu sljednost pripisali Miloševićevoj samozvanoj Jugoslaviji. U krugove koji su opstruirali ulazak hrvatskih športaša su spadali i kruti birokrati iz samog olimpijskog odbora kojima je najlakše bilo sva prava i stečevine bivše SFRJ pripisati netkom tko se je predstavljao jugoslavenskim imenom, iako Jugoslavije kao onakve više nije bilo, jer se raspala, što je ustanovila i Badinterova komisija. Ipak, zbog iznimne kvalitete hrvatske košarke, no prije svega utjecaja kojeg su imali hrvatski košarkaši u NBA, velike europske zvijezde te hrvatski prijatelji iz SAD-a kao što je američki trener Dave Gavitt, koji je tražio neka se američkoj NBA reprezentaciji dovede najbliži po jakosti protivnik koji bi im se ikako mogao suprotstaviti, a to je bila Hrvatska. Stvar je bila teža tim više što se napravilo velike napore da se dovede američke profesionalce, a koji bi se odjednom našli na turniru bez dostojno jaka protivnika, što je Hrvatska upravo bila. Tako se pritisnulo krutu birokraciju u MOO-u, pa je Juan Antonio Samaranch morao popustiti i organiziralo se dodatni izlučni turnir.
Navodni "veliki prijatelj Hrvatske" Samaranch nije to bio, kao što ga takvim ga neki žele prikazati, jer isti športski motivi nisu prevladali kad je trebalo dovesti hrvatsku rukometnu (muškarci i žene), žensku košarkašku i mušku vaterpolsku reprezentaciju na OI. Iste su bile europske i svjetske supersile, iz države koja je dala aktualne europske klupske prvake, no dovesti Hrvatsku je značilo ugroziti izglede pobjedi Samaranchove Španjolske u tim športovima. Dovođenje hrvatskih košarkaša nije ugrožavalo španjolske izglede, jer su jedini pravi konkurenti za zlato bili Amerikanci. Isti taj navodni prijatelj Hrvatske je omogućio 4 godine poslije sudjelovati zločinačkoj Miloševićevoj Srbiji na olimpijskim igrama, iako su joj još trajale međunarodne sankcije (ukinute tek 2001.), a krajnje istočne dijelove Hrvatske velikosrbi su opstruirali vratiti u ustavno-pravni poredak RH, nego su bili pod nadzorom UNTAES-a koja je trajala skoro 4 godine, a sama Hrvatska je bila prisiljena potpisati ponižavajući Erdutski sporazum, koji je zbog niza bolnih kompromisa i ustupaka pobunjenim Srbima izazvao nezadovoljstvo prognanih Hrvata s toga područja, da bi mirno vratila krajeve koje je Miloševićeva Srbija bila okupirala i pripojila uz pomoć domaćih pobunjenih Srba.

## Osvojena odličja
| OI Barcelona 1992. | Zlato | Srebro | Bronca | Ukupno |
| Hrvatska (CRO)     | 0     | 1      | 2      | 3      |

### Srebrna medalja - 2. mjesto
- Košarka - Vladan Alanović, Franjo Arapović, Danko Cvjetičanin, Alan Gregov, Arijan Komazec, Toni Kukoč, Aramis Naglić, Velimir Perasović, Dražen Petrović, Dino Rađa, Stojko Vranković i Žan Tabak

### Brončana medalja - 3. mjesto
- Tenis
  - pojedinačna muška konkurencija - Goran Ivanišević
  - parovi - Goran Ivanišević i Goran Prpić

## Svi rezultati hrvatskih olimpijaca

### Atletika
- Branko Zorko, disciplina 1500 m
  - četvrtfinale-3. skupina: Branko Zorko 3. mjesto 3:44.47
  - polufinale-1. skupina: Branko Zorko 7. mjesto 3:39.71
  - ukupni 18. rezultat polufinala
- Ivan Mustapić, disciplina koplje
  - kvalifikacije-1. skupina: Ivan Mustapić 9. mjesto 77,50m
  - ukupno 17. mjesto

### Boks
- Željko Mavrović, teška kategorija - 91 kg
  - I kolo: Željko Mavrović - Hulstrom, Danska 2:0 (8:2)
  - II kolo: Mavrović - Nicholson, SAD 0:2 (6:9)

### Hrvanje
- Stipe Damjanović, grčko-rimski stil, kategorija 100 kg
  - Prednatjecanje: Stipe Damjanović - Jeremcius, Rumunjska 0:3 (0:7)
  - Prednatjecanje: Stipe Damjanović - Wronski, Poljska 0:3(0:6)

### Konjički sport
- Herman Weiland na grlu "Dufy 2", disciplina preponsko jahanje
  - 52 kaznena boda, ukupno 72. mjesto

### Jedrenje
- Karlo Kuret, klasa Finn
  - 22.mjesto
- Bojan Grego i Sebastijan Miknić, klasa Leteći Holandez
  - 22. mjesto

### Kajak i kanu na divljim vodama
- Danko Herceg, disciplina C-1 slalom
  - 9. mjesto 120,41
- Stjepan Perestegi, disciplina C-1 slalom
  - 23. mjesto 136,90

### Kajak i kanu na mirnim vodama
- Zvonimir Krznarić, disciplina K-1 500 m
  - kvalifikacije 2. skupina:  5. mjesto 1:46.46 (eliminiran)
- Zvonimir Krznarić, disciplina K-1 1000 m
  - kvalifikacije 4. skupina:  6. mjesto 3:54.02
  - repasaž 1. skupina: 5. mjesto 3:36.77 (eliminiran)
- Vlado Poslek, disciplina C-1 1000 m
  - kvalifikacije 2. skupina:  5. mjesto 4:09.18
  - repasaž 2. skupina: 4. mjesto 4:05.86
  - polufinale 2. skupina: Vlado Poslek 7. mjesto 4:16.99
  - ukupno 13. mjesto

### Košarka
- Vladan Alanović, Franjo Arapović, Danko Cvjetičanin, Alan Gregov, Arijan Komazec, Toni Kukoč, Aramis Naglić, Velimir Perasović, Dražen Petrović, Dino Rađa, Stojko Vranković i Žan Tabak
  - Grupa A: rezultati
    - Hrvatska - Brazil 93:76 (55:40)
    - Hrvatska - SAD 70:103 (37:54)
    - Hrvatska - Španjolska 88:77 (45:42)
    - Hrvatska - Njemačka 99:78 (46:41)
    - Hrvatska - Angola 73:64 (28:38)

  - četvrtfinale: Hrvatska - Australija 98:65 (41:31)
  - polufinale: Hrvatska - ZND 75:74 (30:40)
  - finale: Hrvatska - SAD 85:117 (42:56)
  - ukupno 2. mjesto (srebrna medalja)

### Stolni tenis
- Zoran Primorac, pojedinačno
  - kvalifikacije: Primorac - Nathan, Peru 21:7, 21:8
  - kvalifikacije: Primorac - Bulker, SAD 21:16, 21:14
  - kvalifikacije: Primorac - Janči, Češka i Slovačka 21:18, 21:10
  - osmina finala: Zoran Primorac/Ki Taek So, Rep. Koreja 21:19, 21:13, 20:22, 8:21,12:21,
  - ukupno 9. mjesto
- Zoran Primorac i Dragutin Šurbek, parovi
  - kvalifikacije: Šurbek, Primorac - Choi, Li, R. Koreja 21:11, 21:18
  - kvalifikacije: Šurbek, Primorac - Lu, Wang, NR Kina 21:16, 9:21, 9:21
  - kvalifikacije: Šurbek, Primorac - Nathan, Nathan, Peru 21:15, 21:1
  - ukupno 9. mjesto

### Streljaštvo
- Jasminka Francki, disciplina zračna puška
  - ukupno 15. mjesto 390
- Suzana Skoko, disciplina zračna puška
  - ukupno 23. mjesto 388
- Suzana Skoko, disciplina malokalibarska puška (3x20)
  - 5. mjesto 678,7 (580,196,191,193),
- Jasminka Francki, disciplina malokalibarska puška (3x20)
  - ukupno 12. mjesto 578
- Mirela Skoko, disciplina sportski pištolj (30 plus 30)
  - 5. mjesto 677 (578)
- Mirela Skoko, disciplina zračni pištolj
  - ukupno 11. mjesto 380
- Željko Vadić, disciplina trap
  - 33. mjesto 139 (22, 24, 24, 24, 22, 23)

### Tenis
- Goran Ivanišević, pojedinačno
  - I. kolo: Ivanišević - Mota, Portugal 6:2, 6:2, 6:7, 4:6, 6:3
  - II. kolo:Ivanišević - Haarhuis, Nizozemska 6:7, 6:2,1:6, 6:3, 6:2
  - osmina finala: Ivanišević - Hlase, Češka i Slovačka 3:6, 6:0, 4:6, 7:6, 9:7
  - četvrtfinale: Ivanišević - Santoro, Francuska 6:7, 6:7, 6:4, 6:4, 8:6
  - polufinale: Goran Ivanišević - Rosset, Švicarska 3:6, 5:7, 2:6
  - ukupno treće mjesto (brončana medalja)
- Goran Prpić, pojedinačno
  - I. kolo: Prpić - Carlsen, Danska 6:4, 4:6, 6:3, 7:5
  - II. kolo Prpić - Čerkasov (ZND) 4:6, 7:6, 4:6, 3:6
- Goran Ivanišević i Goran Prpić, parovi
  - I. kolo: Ivanišević, Prpić - Haarhuis, Koevermans, Nizozemska 2:6, 6:4, 6:2, 6:2
  - osmina finala: Ivanišević, Prpić - Suharyadi Wiryawadi, Indonezija 7:5, 6:2, 6:2
  - četvrtfinale: Ivanišević, Prpić - Chrishnan, Paes, Indija 7:6, 5:7, 6:4, 6:3
  - polufinale: Ivanišević, Prpić - Ferreira, Norval, JAR 6:7, 6:3, 3:6, 6:2, 2:6
  - ukupno treće mjesto (brončana medalja)

### Veslanje
- Aleksandar Fabjanić, Marko Banović, Ninoslav Saraga, Sead Marušić, Goran Puljko, disciplina četverac s kormilarom
  - kvalifikacije-1. skupina: Hrvatska 4. mjesto 6:31.19
  - Repasaž, 1. skupina: Hrvatska 3. mjesto 6:18.09
  - finale B: Hrvatska 1. mjesto 6:08.52
  - ukupno 7. mjesto
- Marko Perinović, Zlatko Buzina, disciplina dvojac bez kormilara
  - kvalifikacije-4. skupina: 1. Hrvatska 1. mjesto 6:14.37
  - polufinale: Hrvatska, 6. mjesto 6:47.87
  - finale B: Hrvatska 4. mjesto 6:37.57
  - ukupno 10. mjesto

### Taekwondo
- Dragan Jurilj, kategorija do 76 kg
  - eliminacije: Dragan Jurilj - A1 Qaimi, Kuvajt 0:2 (2:3), eliminiran
- Miet Filipović, kategorija do 55 kg
  - eliminacije Miet Filipović - Knol, Meksiko 0:2 (2:6), eliminirana